# Фонареглазовые
Фонареглазовые, или фонареглазые (лат. Anomalopidae) — семейство морских лучепёрых рыб из отряда Trachichthyiformes. Распространены в тёплых водах Тихого, Атлантического и Индийского океанов.

## Описание
В спинном плавнике 2—6 колючих и 14—19 мягких лучей. Колючая и мягкая части разделены вырезкой (у Photoblepharon спинной плавник сплошной). В анальном плавнике 2—3 колючих и 10—13 мягких лучей. В брюшном плавнике одна колючка и 5—6 мягких лучей. Позвонков 25—30.
Под глазами расположены биолюминесцентные органы, снабжённые механизмом вращения и закрывания. В подглазничном органе содержатся симбиотические бактерии, которые излучают свет непрерывно. Чёрная кожаная пластинка может выдвигаться и закрывать светящийся орган. Такой механизм действует у представителей рода Photoblepharon. У Anomalops сам орган поворачивается вниз и, соответственно, свет направляется внутрь. У остальных представителей семейства действуют оба механизма. За счет мерцающего свечения рыбы привлекают своих жертв и избегают преследования хищников.
Максимальная длина тела 35 см у Anomalops katoptron.

## Биология
Ведут ночной образ жизни. В дневные часы уходят на глубину и скрываются в укрытиях. Ночью поднимаются ближе к поверхности. Питаются мелкими ракообразными.

## Классификация
В состав семейства включают 9 видов в 6 родах.
- Anomalops — аномалопсы — монотипический. Западная Пацифика
- Kryptophanaron — криптофанероны — монотипический. Карибское море
- Parmops — два вида. Тихий океан (от Фиджи и Таити)
- Photoblepharon — фотоблефароны — два вида. Индийский океан и западная Пацифика
- Phthanophaneron — монотипический. Калифорнийский залив
- Protoblepharon — два вида. Южная часть Тихого океана